# Umbrina analis
Umbrina analis е вид бодлоперка от семейство Sciaenidae. Видът не е застрашен от изчезване.

## Разпространение и местообитание
Разпространен е в Гватемала, Еквадор, Колумбия, Коста Рика, Мексико, Никарагуа, Панама, Салвадор и Хондурас.
Среща се на дълбочина около 1 m, при температура на водата около 21,3 °C и соленост 34,2 ‰.

## Описание
На дължина достигат до 35 cm.